# 李渤仲
李渤仲（1918年—1994年），男，蒙古族，辽宁沈阳人（一作北京人），中国内燃机专家，曾任上海交通大学教授、博士生导师。